# Medal of Honor серијал
Medal of Honor (MOH) је назив за читав низ видео-игара које по жанру припадају пуцачини из првог лица. Радња првих дванаест наслова смештена је у време Другог светског рата док су последње две игре базиране на модерном ратовању. Прву игру из серијала развио је DreamWorks Interactive (сада EA Los Angeles) а издао ју је Electronic Arts 1999. године за PlayStation. Након ове издат је велики број игара за разне платформе укључујући PC и Apple Macintosh.

## Прича
У различитим играма Medal of Honor серијала играч је стављен у улогу савезничког војника у Другом светском рату. Игре су линеарне и циљ је прећи низ мисија решавањем различитих задатака (освајање немачких положаја, прикупљање информација, саботаже). Неке мисије у игри инспирисане су сценама из филмова попут Спашавање редова Рајана, Непријатељ пред вратима и Браћа по оружју (мини-серија).
У каснијим играма серијала вештачка интелигенција је побољшавана како код непријатељских војника тако и код сабораца што је повећавало аутентичност иако је игра задржала аркадни карактер. То значи да је главна одлика игара овог серијала брза акција без претераног тактизирања што је вероватно један од разлога велике популарности.

## Контроверзе
У Немачкој ова игра спада у контроверзне видео игре због деликатне теме (Други светски рат). У игри су заступљени аутентични нацистички симболи па се кукасти крст често види. Ово се коси са немачким законима по којима кукасти крст може бити приказан само у историјском контексту. Игра је стављена на листу оних игара које су доступне само особама старијим од 18 година а рекламирање је прекинуто.

## Играчко окружење
Мисије се углавном одигравају иза непријатељских линија и подразумевају шпијунажу и прикупљање обавештајних података или неки други вид специјалних задатака. Често играч треба да употреби фалсификована документа (или документа узета од убијених противника) да би се инфилтрирао међу непријатеље. Како су из године у годину излазили нови наставци (и с напретком перформанси компјутера) игра је све више у први план бацала борбе на првим линијама фронта а најновији наставци готово да су у потпуности одбацили претходну концепцију.

## Игре у серијалу
| Сони | Мајкрософт                                   | Нинтендо                                      | Друго    |              |          |          |
| 1999 | Medal of Honor                               | DreamWorks Interactive                        | PS       |              |          |          |
| 2000 | Medal of Honor: Underground                  | DreamWorks Interactive Rebellion Developments | PS       |              | GBA      |          |
| 2002 | Medal of Honor: Allied Assault               | 2015, Inc.                                    |          | Windows      |          | Mac OS X |
| 2002 | Medal of Honor: Frontline                    | EA LA                                         | PS2 PS31 | Xbox         | GameCube |          |
| 2002 | Medal of Honor: Allied Assault Spearhead2    | DreamWorks Interactive                        |          | Windows      |          | Mac OS X |
| 2003 | Medal of Honor: Allied Assault Breakthrough2 | TKO Software                                  |          | Windows      |          | Mac OS X |
| 2003 | Medal of Honor: Rising Sun                   | EA LA                                         | PS2      | Xbox         | GameCube |          |
| 2003 | Medal of Honor: Infiltrator                  | Netherock Ltd.                                |          |              | GBA      |          |
| 2004 | Medal of Honor: Pacific Assault              | EA LA                                         |          | Windows      |          |          |
| 2005 | Medal of Honor: European Assault             | EA LA                                         | PS2      | Xbox         | GameCube |          |
| 2006 | Medal of Honor: Heroes                       | Team Fusion                                   | PSP      |              |          |          |
| 2007 | Medal of Honor: Vanguard                     | Budcat Creations                              | PS2      |              | Wii      |          |
| 2007 | Medal of Honor: Airborne                     | EA LA                                         | PS3      | Windows, 360 |          |          |
| 2007 | Medal of Honor: Heroes 2                     | EA LA EA Canada                               | PSP      |              | Wii      |          |
| 2010 | Medal of Honor                               | Danger Close Games EA Digital Illusions CE    | PS3      | Windows, 360 |          |          |
| 2012 | Medal of Honor: Warfighter                   | Danger Close Games                            | PS3      | Windows, 360 |          |          |
| Белешке 1. PS3 верзија Medal of Honor: Frontline је обрађена у HD. 2. Експанзије за Medal of Honor: Allied Assault |                                              |                                               |          |              |          |          |